# Åkermyrtjärnen (Burträsks socken, Västerbotten, 716392-170011)
Åkermyrtjärnen är en sjö i Skellefteå kommun i Västerbotten och ingår i Rickleåns huvudavrinningsområde.